# Murgab (Karakum)
Murgab (Morghab, türkménül Murgap, oroszul Мургаб, neve az ősi időkben Margus, vagy görögül Μάργος [Margosz]) egy 978 km hosszú folyó Közép-Ázsiában, Afganisztánban és Türkmenisztánban.

## Leírása

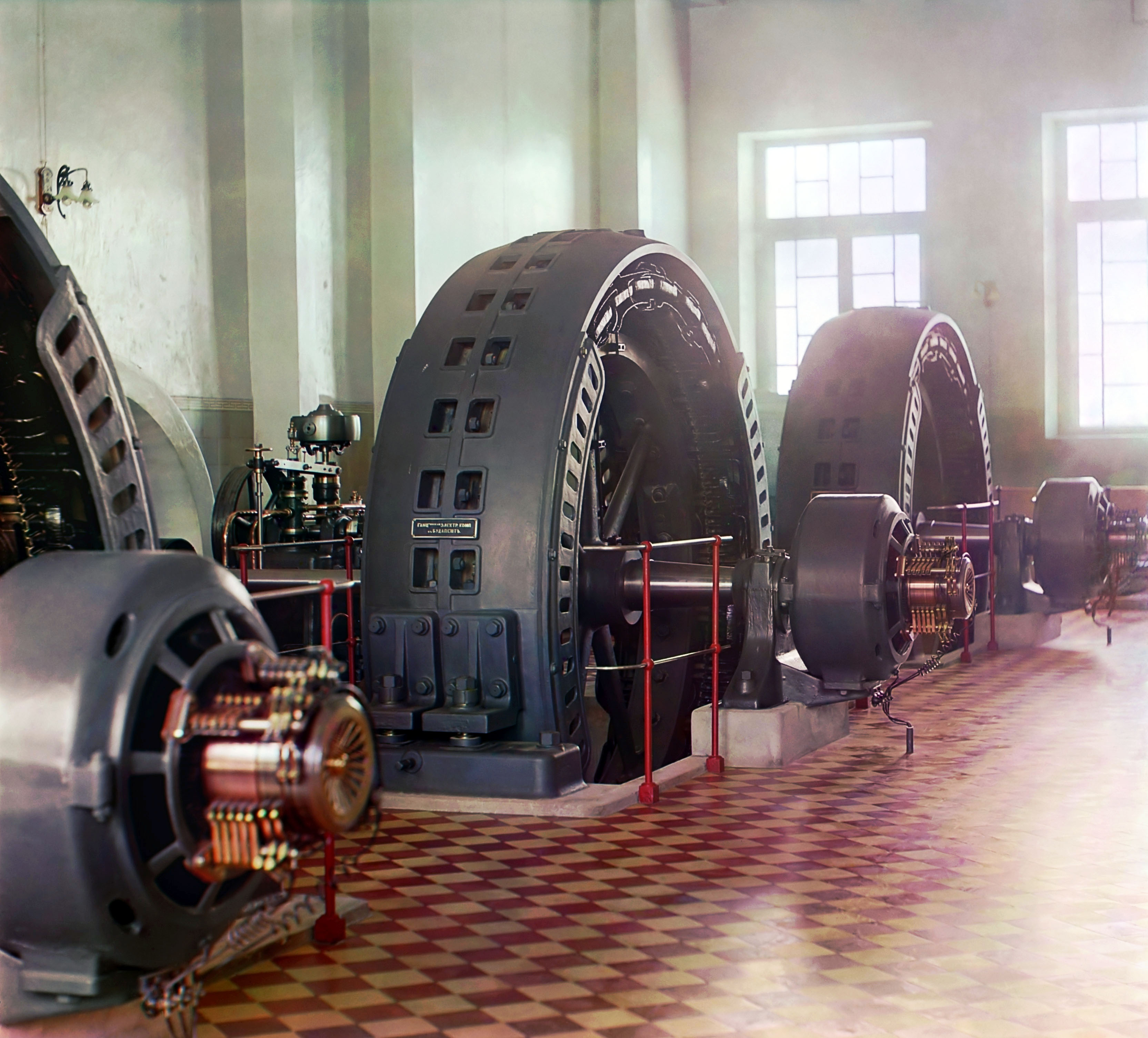
A Hindu Kush vízerőmű (Гиндукушская ГЭС) generátorai a Murgab folyón (a magyar Ganz művek alkotása)

A folyó az afganisztáni Koh-i-Hiszár (Selseleh-ye Safīd Kūh-hegység) északnyugati részén ered (ősi neve: Paropamisus), a Band-i-Turkesztán északi részén természetes elválasztó vonal és a Selseleh-Safīd Kūh-hegység déli részén nyugatra fekvő völgyben, majd északnyugat felé fordulva eléri a Bala Murgab városát. Felveszi jobbról a Kaysar folyó vizét. Innen mintegy 16 km-en természetes határt képez Türkmenisztán és Afganisztán között, majd átlép Türkmenisztánba. Ott a víz fokozatosan belép a Kara-kum sivatagba. Takta-Bazárnál balról felveszi a Kashan (Kachan) folyót, majd 25 km-rel később a legnagyobb mellékfolyójával egyesül, a Kushkával. Mindkét folyót Daşköpri-ben vagy ötolötenben egy-egy csatornában vezetik. Ettől kezdve a vízfolyás a vasútvonalakhoz vezet Mary felé. Ha elegendő a víz, a vizek északra beszivárognak a Kara-kum sivatagba, a belvízi delta részeként, amely a Yolötenben megoszlik.
Murgap és Mary közeli városai között a Murgabot a Karakum-csatorna és a Kaszpi-tengeri vasút keresztezi. Nem messze a két várostól találhatók Merv oázis városának ősi romjai.

## Mellékfolyói
- Bal oldali mellékfolyói: Kashan, Kushka.
- Jobb oldali mellékfolyói: Abikaisor, Kaysar